# Jezsuita misszió Japánban
A jezsuita misszió célja Japánban a keresztény tanok megismertetése volt, melyet legkorábban a jezsuita rend szerzetesei kezdtek el Japánban hirdetni. A jezsuita misszió Japánban mindaddig sikeres volt, amíg más rendbeli szerzetesek, illetve a nyugati országok gyarmatosító világhódító törekvései nem voltak ismeretesek Japánban.

## Előzmény
1543-ban portugál kereskedők fedezték fel Japánt. A Távol-Keleten tartózkodó Xavéri Szent Ferenc 1546-ban hallott először Japánról, Malakkán. Innen magával vitt japánokat Goára Indiába. Útközben megkeresztelte őket, és megérlelődött benne az elhatározás, hogy Japánba kell mennie. 1549-ben ért partra néhány japán segítőjével Kagosimánál.

## Az első jezsuiták Japánban

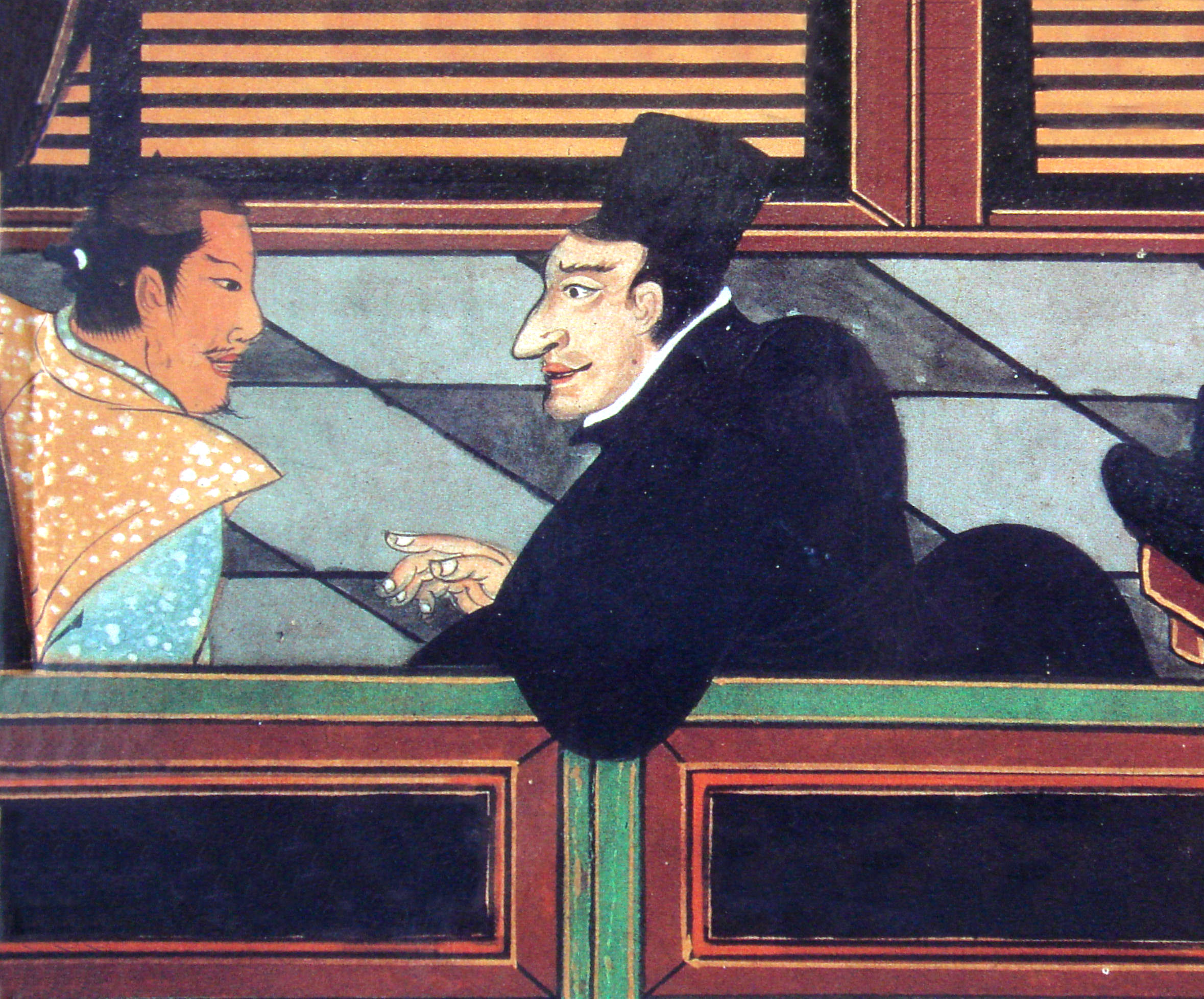
Egy jezsuita egy japán nemessel beszélget. Fametszet 1600 körül

Azonban nyelvi nehézségek miatt csak nagy nehézségek közt és rosszul fordították le a tízparancsolatot kísérői, így nem ért el sikert kezdetben, sőt a boncok ellenségesen viselkedtek. Ezért úgy döntött egyenesen a császárhoz és a sógunhoz fordul. Náluk viszont azt a következtetést vonta le, hogy az igazi hatalom a földesuraknál van. Sikerült Bungo herceget megnyernie. Két év után 1551-ben elhagyta az országot, 1500 megkereszteltet hagyott maga után. Szent Ferenc az országban hagyta Cosme de Torrès és Juan Fernandez atyákat. A két év alatt azt a tanúságot szűrte le, hogy szükséges az inkulturáció:
- Alkalmazkodni kell.
- Ismerni kell a kultúrájukat és a társadalmi érintkezés szokásait, a nyelvet.

## 1559-től
1559-től hivatalosan is hirdethették a kereszténységet. Asikaga Jositeru sógun engedélyét a császár is megerősítette 1568-ban.
A misszió vezetésében 1570-ben Francisco Cabral felváltotta Fernandezt, majd 1573-ban egy kiemelkedő korszak kezdődött Japánban avval hogy Oda Nobunaga elűzte Jositeru utolsó sógunt és egyesítette Japánt. Egy virágzó korszak vette kezdetét. Az új uralkodó segítette a jezsuitákat és élénk érdeklődést mutatott az európai kultúra és fegyverei iránt, sőt ő volt az első aki európai ruhát viselt.

## Valginano első látogatása 1579-1581
Alessandro Valginano érkezése előtt 29 jezsuita pap szolgált Japánban, köztük Baltasar Gago (aki japán terminológiákra épülő katekizmust írt, és összeírta a japán szektákat), Luis de Almeida (az első nyugati típusú japán kórház alapítója), Luis Frois (1563-tól, aki megírta Japán történetét) és Gaspar Vilela (1556-tól, Miyako apostola). Az újonnan érkezőkkel együtt már 59-re nőtt a missziós papok száma. Valginano azt az új szemléletet hirdette, hogy sajátos japán kereszténységnek kell létrejönnie, támaszkodva a japán kultúrára japán jezsuitákat kell nevelni, és együtt kell működni a zen boncokkal. Valgianano mint fővizitátor megtehette hogy átszervezi a misszióban meghonosodott szokásokat, de sok más rendi papoknak sőt még a jezsuitáknak sem tetszett intézkedései. Francisco Cabral lemondott a misszió vezetéséről, mert szerinte a japánoknak kell először megismerni az európai kultúrát, és nem Valginano szerint fordítva. Azonban később igazolta a vizitátort a japán keresztények őszinte hite. 1580-ban 200 körül volt a templomok száma, mintegy 150 000 keresztény japán hívő számára 85 jezsuitával, köztük 20 japán segítővel.

## Jezsuiták működési területei
Kezdetben a jezsuiták nem voltak sokan így elszórva tevékenykedtek.
- Gago Hirado szigetén
- Gaspar Vilela, Miyakoban, azaz az akkori fővárosban a mai Kyotoban. (Miyako azt a helyet jelöli ahol a császári palota van.) Miyako apostolának is nevezték Vilelát.
- Cosme de Torres Jamagucsiban

## A misszió nehézségei
A szétszóródott jezsuita papok szenvedtek az egyedülléttől, például Vilela hat éven keresztül nem találkozott fehér emberrel. Sok pap nem tanulta meg a japán nyelvet, ezért közvetítőkkel érintkezett a lakossággal. Ezek félreértésekhez vezettek. A gyóntatás is nehezen ment mert a japán kultúrában hagyomány az érzelmek elhallgatása.

## Hanyatlás első jelei 1582-től

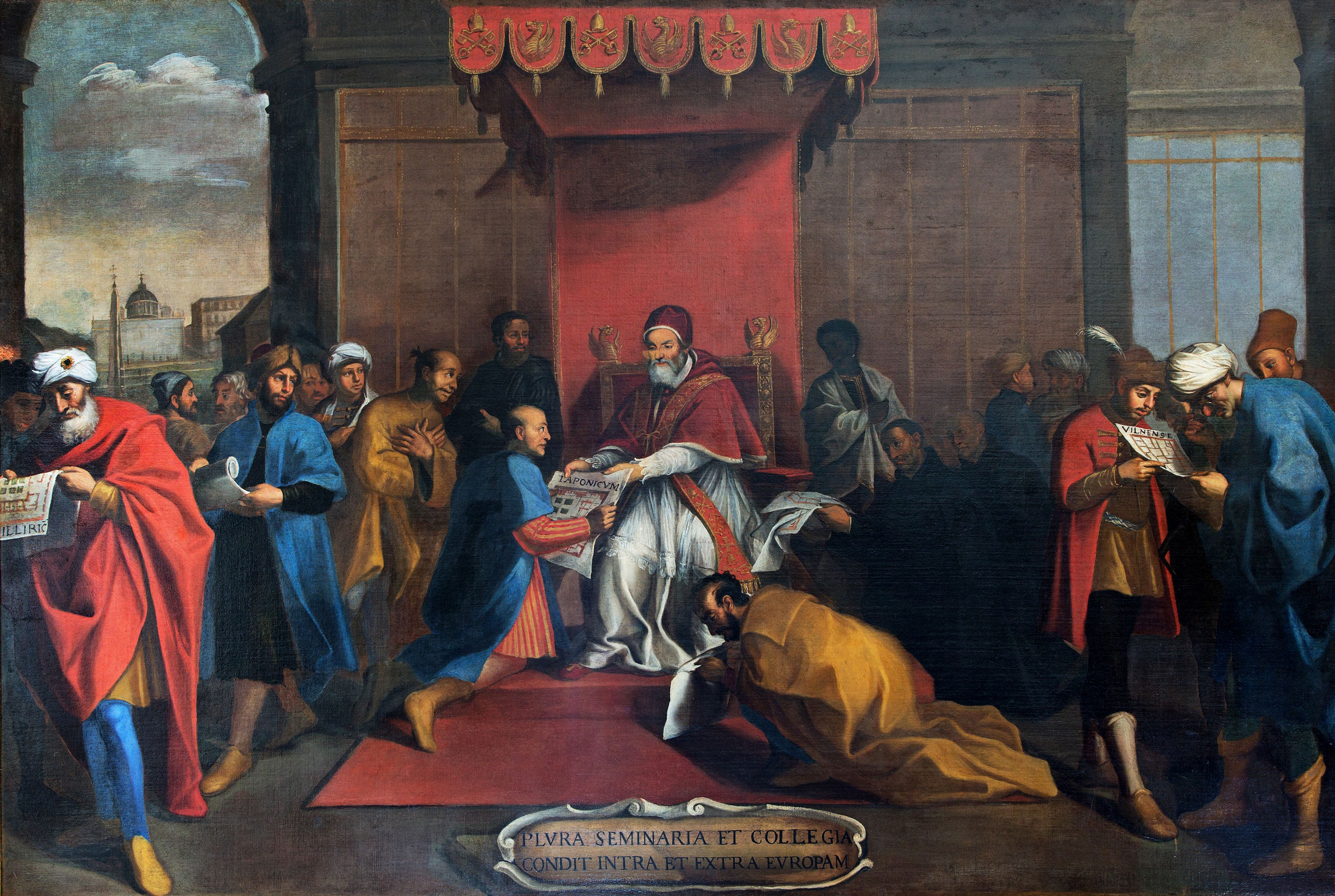
XIII. Gergely pápa fogadja a japán küldöttséget

A jezsuiták megkaptak egy kikötői területet, amelyet az idők folyamán nagy kereskedelmet folytató kikötővé fejlesztettek. Selyem és ezüst kereskedelem monopolhelyzetbe juttatta őket, amely felkeltette az európai rendfőnök figyelmét, amit megtiltottak nekik. "Nem lehet Istennek és a mannonnak egyszerre szolgálni", melyben azt fejezték ki nem lehet a pénz az úr a jezsuiták között. Valignanao azonban kizárólag a misszió érdekét nézte és avval érvelt, ha megtiltaná akkor az a japán misszió összeomlását jelentette volna, hiszen sok költsége volt a jezsuita papoknak. A japán selyemkereskedelem volt a legfőbb célpontja a ferences rendnek és a protestánsoknak. Félő volt, hogy mindazt amit nyugodt körülmények között a jezsuiták felépítettek, más rendi keresztények felboríthatják. ennek megmagyarázására, hogy a más módszer, más ruhaviselet miatt úgy fog tűnni hogy a kereszténység egy feldarabolt szekta. Ezt megértve XIII. Gergely pápa az Ex pastorali officio című brévéjében Japánt kizárólagos jezsuita missziós területnek hirdette ki 1585-től, mely egészen 1608-ig tudott fennmaradni. amikor V. Pál pápa megnyitotta a ferencesek előtt Japánt. A ferencesek azonban nem tartották be a pápa kizárólagos oklevelét.

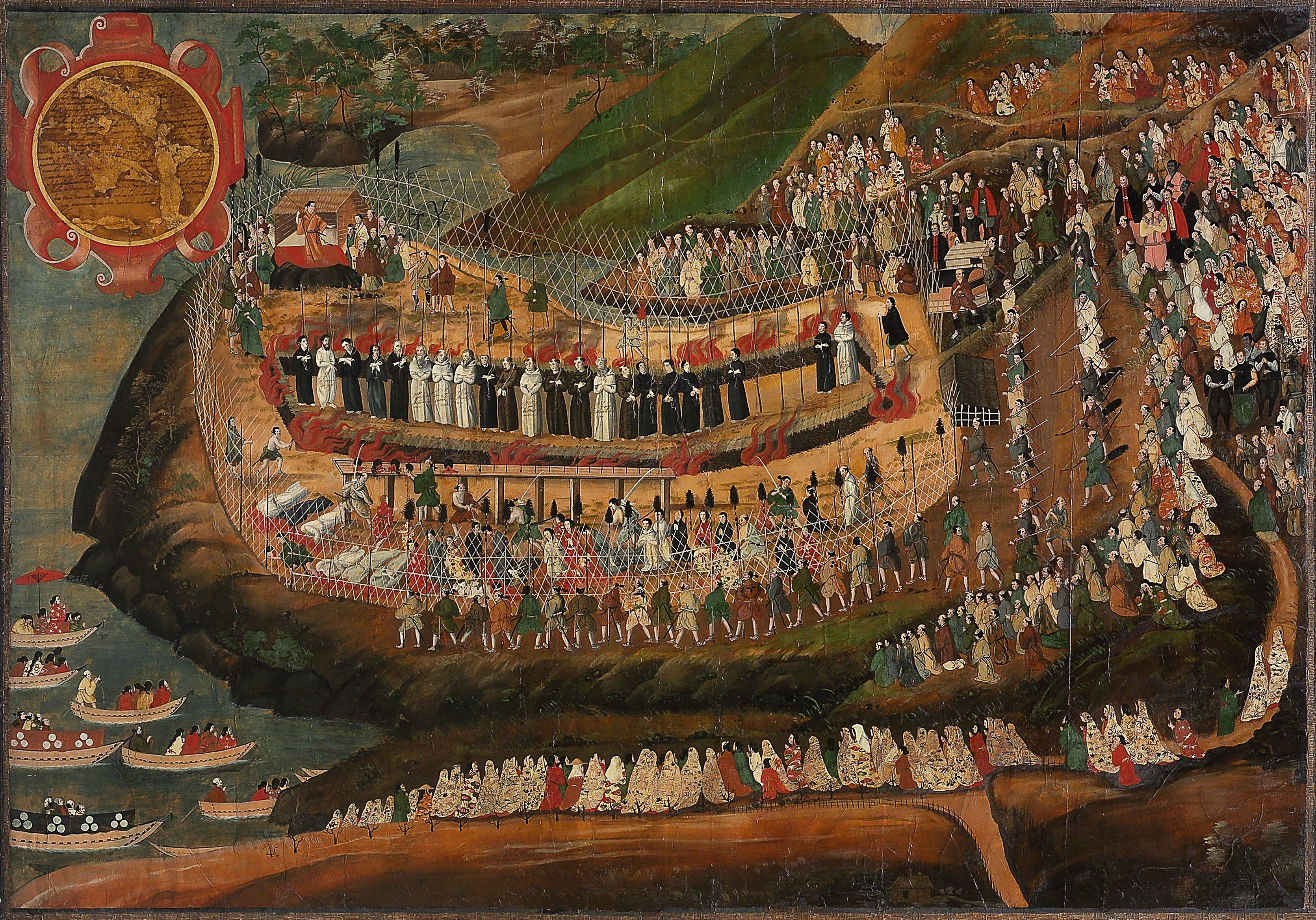
Nagasaki, 1622. február 5. huszonhat vértanú kivégzése, japán fametszet

A ferencesek Japánban a szegény rétegek között térítettek, míg a jezsuiták a társadalom felső osztályától az alsóbb osztályokig haladtak. Viták tarkították a két rend munkáit. 1596-ban hajótörést szenvedett a spanyol, arannyal teli San Felipe hajó, és kapitánya kihallgatása közben avval hozakodott elő, hogy Spanyolország úgy jutott óriási földrészekhez, hogy először misszionáriusokat küldenek oda, hogy megpuhítsák a lakosságot a támadás előtt. Ettől kezdve Tojotomi Hidejosi arra gyanakodott, hogy a misszionáriusok spanyol támadást készítenek elő az országában. (Mint ismeretes a spanyolok hadicélpontként egész országokat akartak gyarmatosítani katonai leigázással, míg a portugálok, csak a partvidék kereskedelmi előnyeire koncentráltak.) Ezért 1597 február 5-én 6 európai ferencest, 3 japán jezsuitát feszített keresztre, összesen 26 vértanú halt meg. A katolikus egyház február 6-án emlékezik Miki Szent Pál és társai vértanúságára.
A következő évben viszont meghalt Hidejoshi, és az új uralkodó Tokugava Iejaszu vallási toleranciát mutatott, tolmácsa Joao Rodrigues lett. Egy utolsó nagy fellendülés kezdődött, amikor 1600-ig 70000-en keresztelkedtek meg, és elkészült 1590-1603 között a 30000 szócikket tartalmazó nagy japán szótár.

## Hanyatlás 1600-tól
Azonban egy holland, Will Adams kapitány elérte, hogy Rodrigues helyett ő legyen a tolmács, így akarta az uralkodó ellensúlyozni az erősödő spanyol-portugál vetélkedést. Adams protestáns lévén katolikus ellenes történeteket terjesztett. Így az európai gyarmatosítók érdekeinek versengése odáig vezetett, hogy 1614. január 27-én kiutasították az országból az összes misszionáriust, és a japán keresztényeket kötelezték a buddhizmus újrafelvételére. ugyanebben az évben november 7-én és 8-án a 115 jezsuitából 88 hagyta el az országot Nagaszakiból induló hajó konvojjal, de 27 jezsuita az országban maradt. 1616-ban a kereszténységet betiltották, amit csak 1873-ban vontak vissza. (1632-ben készül el a domonkos rendi Diego Colladotól latin nyelvű ismertető a japán nyelvtanról).

## Keresztényüldözés
Arima – ahol 70 templom működött, és az egész település katolikus volt – lakói inkább a lefejezést választották, így 35-37000 hívőt fejeztek le, mert nem akarták megtagadni hitüket. Erre nincs példa a katolikus egyházban. A kegyetlen, kínzásokkal terhes kivégzések 1633 körül csúcsosodtak ki. 1637-38-ban a földművesek fellázadtak Shimbarában. A lázadást bizonyítéknak vették, így a növekvő gyanakvás hatására Japán bezárkózott, 1638-tól kizárólag néhány holland kereskedőnek engedte meg a kereskedést Hiradonál és Deshimánál.

### Vértanúság adatai
Akik nem tagadták meg a hitüket, a kereszténységet, azokat keresztre feszítették vagy máglyahalált halt vagy lefejezték. A kivégzések legfőbb színtere Nagaszaki volt.

#### 1597. február 5., Nagaszaki
26 mártír többsége ferences vagy segítői, de van közöttük három japán jezsuita is;
- Szent Kisai Jakab – jezsuita
- Szent Goto Szoan János – jezsuita
- Miki Szent Pál – 1562-ben született, 1580-ban lépett be a jezsuita rendbe. Ő volt az első aki katolikus rendbe lépett. Miki hamvai és csontjai Makaóban, Kínában van.

#### 1624. augusztus 25., Omura
- Miguel Carvalho[3]

#### 1639. július 4., Edo
- Kasui Kibe Péter, az első japán keresztény aki elzarándokolt Jeruzsálembe.